# Tonghui Machinery Works
Tonghui Machinery Works bzw. Shaanxi Hanjiang The Carmobile Co. Ltd. war ein Hersteller von Automobilen aus der Volksrepublik China.

## Unternehmensgeschichte
Das Unternehmen aus Hanzhong gehörte zur Shaanxi Aircraft Industry. 1985 begann die Produktion von Automobilen. 1987 folgten Omnibusse und 1994 Nutzfahrzeuge. Der Markenname lautete Hanjiang. 2005 endete die Produktion. Zhejiang Gonow Automobile übernahm das Unternehmen im März 2005.

## Fahrzeuge
Die ersten Modelle von 1985 waren der Van Hanjiang SFJ 1010 X und der Pick-up SFJ 1010 E nach einer Lizenz des Suzuki Carry der Baureihe ST 90 VT aus der Zeit von 1979 bis 1985.
Zwischen 1993 und 2003 gab es die Modelle SFJ 6320, SFJ 6322 und SFJ 6323 als sechssitzige Vans, den SFJ 1018 X als viersitzigen Kombi sowie die SFJ 1011 und SFJ 1012 als Pick-ups, alle nach einer Lizenz des Suzuki  Carry der Baureihe SK 410 VT aus der Zeit von 1985 bis 1998.
2002 wurden die Vans Safe SFJ 6350 und Safe SFJ 6360 präsentiert, die einen Motor mit 1051 cm³ Hubraum und 45 PS hatten und deren Karosserien nach einer Lizenz des Daihatsu Atrai entstanden.
Im gleichen Jahr erschien auch der Van Image in den Ausführungen SFJ 6370 D, dessen Motor aus 1051 cm³ Hubraum 52 PS leistete, und SFJ 6370 E, dessen gleich großer Motor 70 PS leistete.

## Pkw-Produktionszahlen
| Jahr | Produktionszahl | Quelle      |
| ---- | --------------- | ----------- |
| 2000 | 6543            | [ 3 ] [ 4 ] |
| 2001 | 3879            | [ 3 ] [ 4 ] |
| 2002 | 3591            | [ 3 ] [ 4 ] |
| 2003 | 1050            | [ 3 ] [ 4 ] |
| 2004 | 3444            | [ 4 ]       |

Anmerkung: 2003 entstanden außerdem 608 Pick-ups.